# Règlement douanier de Raffelstetten
Le règlement douanier de Raffelstetten (latin: Inquisitio de theloneis Raffelstettensis, littéralement: " Inquisition sur les péages de Raffelstetten "), est le seul document juridique réglementant les douanes au début de l'Europe médiévale. Son étude a été publiée dans le Monumenta Germaniae Historica (éd. A. Boretius et V. Krause, MGH Capit. 2, non. 253). 
Le document tire son nom de Raffelstetten, un péage sur le Danube, à quelques kilomètres en aval de Linz (il fait aujourd'hui partie de la ville d'Asten en Autriche). Le roi carolingien Louis l'Enfant y a promulgué un règlement sur les péages dans ses domaines, après une enquête datée entre 903 et 906. 
La réglementation douanière n'avait pas de prix pour documenter le commerce en Europe de l'Est des IXe et Xe siècles. Le document indique clairement que Raffelstetten était un endroit où de nombreux marchands venaient échanger leurs produits : des marchands allemands et leurs homologues slaves échangeaient des esclaves ; des tchèques et des russes vendaient de la cire, des esclaves et des chevaux à des allemands. Le sel, les armes et les ornements étaient recherchés par les aventuriers du commerce des esclaves. 
La caractéristique la plus frappante du règlement est peut-être l'absence du denier de Charlemagne, la seule pièce officiellement reconnue dans l' Empire franc. Au lieu de cela, le document mentionne le skoti, une monnaie non attestée dans l'Europe carolingienne. Il semble que le nom et le poids des skoti aient été empruntés aux Rus. 
Vasily Vasilievsky note que le document, étant le premier acte juridique à réglementer le commerce des Rus', clôt une longue tradition de commerce entre l'Allemagne et Kievan Rus. Alexande Nazarenko suggère que la route commerciale entre Kiev et Ratisbonne (strata legitima, comme il est noté dans le texte) était aussi importante à l'époque que celle entre Novgorod et Constantinople le sera au Xe siècle.